# 陳健樂
陳健樂（英語：Chan Kin-lok，1994年3月7日—），香港女子游泳運動員。

## 簡歷
陳健樂7歲開始跟隨朋友學習游泳，及至12歲時打破了50米蝶泳的香港分齡紀錄，數月後便獲當時港隊的總教練陳耀海邀請加入港隊集訓，展開港隊生涯。
2009年，陳健樂代表香港參加在越南河內舉辦的第三屆亞洲室內運動會，創下50米蝶泳青年紀錄，但卻未能贏得獎牌，被隊友取笑為「終極團友」。2010年，她更落選廣州亞運的代表團，成績一度陷入低谷。
陳健樂中小學皆就讀於傳統名校協恩中學。
2014年9月，陳健樂代表香港參加南韓仁川亞運會游泳比賽，贏得女子4×100米混合泳銅牌。
2016年，陳健樂加入港隊踏進第十個年頭，她終於在9月進行的短池世界盃莫斯科站首次打破香港紀錄。2017年，她屢次將紀錄推前，更在九站世界盃的44場賽事中，收獲4面獎牌，並三度刷新香港紀錄；又於亞洲游泳錦標賽和亞室武運先後奪得100米蝶泳的銀牌和金牌，成績大幅躍進。
2018年8月23日，陳健樂與隊友歐鎧淳、鄭莉梅及楊珍美代表香港出戰印尼雅加達亞運女子4×100米混合泳接力賽，游出4分3秒15的時間，成績本來是第四名，並未得到獎牌。然而排第二和第三的中國和南韓隊伍被裁判裁定犯規並取消資格，其中中國隊員搶跳，最終港隊晉升至第二名，得銀牌，新加坡則晉升至第三名得銅牌。港隊四女得知後喜極而泣，甚至與新加坡隊員互相擁抱。

## 游泳紀錄
陳健樂共17次打破香港游泳紀錄, 現保持5項香港游泳紀錄（曾保持10項）。另保持1項青年紀錄（曾保持4項），及曾保持3項15-17歲，2項13-14歲及2項11-12歲分齡紀錄。：
| No.                        | 種類     | 項目                                                                 | 時間     | 比賽日期       |
| 香港紀錄                   | 香港紀錄 | 香港紀錄                                                             | 香港紀錄 | 香港紀錄       |
| -------------------------- | -------- | -------------------------------------------------------------------- | -------- | -------------- |
| 1                          | 短池     | 100米蝶泳                                                            | 57.98    | 2017年10月4日  |
| 2                          | 短池     | 200米蝶泳                                                            | 2:08.72  | 2017年10月5日  |
| 3                          | 短池     | 4×50米混合泳接力 （香港隊－歐鎧淳、江忞懿、陳健樂、施幸余）          | 1:48.79  | 2017年9月22日  |
| 4                          | 短池     | 4×50米自由泳接力 （香港隊－譚凱琳、歐鎧淳、陳健樂、施幸余）          | 1:39.35  | 2021年12月21日 |
| 5                          | 短池     | 4×100米混合泳接力 （香港隊－歐鎧淳、葉穎寶、陳健樂、施幸余）         | 3:58.32  | 2017年9月25日  |
| 曾保持香港紀錄             |          |                                                                      |          |                |
| 1                          | 長池     | 4×100米混合泳接力 （香港隊－蔡曉慧、江忞懿、陳健樂、施幸余）         | 4:10.54  | 2009年11月28日 |
| 2                          | 長池     | 男女混合4×100米混合泳接力 （香港隊－劉紹宇、杜敬謙、陳健樂、施幸余） | 3:56.62  | 2018年8月22日  |
| 3                          | 短池     | 4×200米自由泳接力 （香港隊－施幸余、簡綽桐、陳健樂、何南慧）         | 8:01.24  | 2018年12月15日 |
| 4                          | 短池     | 男女混合4×50米混合泳接力 （香港隊－陳健樂、王俊仁、施幸余、謝旻樹）  | 1:44.96  | 2013年10月20日 |
| 5                          | 短池     | 男女混合4×50米自由泳接力 （香港隊－謝旻樹、麥浩麟、施幸余、陳健樂）  | 1:34.82  | 2013年10月21日 |
| 青年紀錄（16歲以下）       |          |                                                                      |          |                |
| 1                          | 短池     | 50米蝶泳                                                             | 27.14    | 2009年11月6日  |
| 曾保持青年紀錄（16歲以下） |          |                                                                      |          |                |
| 1                          | 長池     | 50米蝶泳                                                             | 27.69    | 2009年11月26日 |
| 2                          | 長池     | 100米蝶泳                                                            | 1:01.53  | 2009年11月27日 |
| 3                          | 長池     | 4×100米混合泳接力 （香港隊－鍾欣庭、馬希彤、陳健樂、于蕙婷）         | 4:25.20  | 2008年5月3日   |
| 曾保持分齡紀錄（15-17歲）  |          |                                                                      |          |                |
| 1                          | 短池     | 50米蝶泳                                                             | 27.14    | 2009年11月6日  |
| 2                          | 短池     | 200米混合泳                                                          | 2:16.44  | 2011年1月16日  |
| 3                          | 短池     | 400米混合泳                                                          | 4:48.37  | 2011年3月12日  |
| 曾保持分齡紀錄（13-14歲）  |          |                                                                      |          |                |
| 1                          | 長池     | 50米蝶泳                                                             | 28.48    | 2008年9月14日  |
| 2                          | 短池     | 50米蝶泳                                                             | 28.14    | 2009年2月22日  |
| 曾保持分齡紀錄（11-12歲）  |          |                                                                      |          |                |
| 1                          | 長池     | 50米蝶泳                                                             | 29.47    | 2006年10月20日 |
| 2                          | 短池     | 50米蝶泳                                                             | 29.70    | 2007年2月11日  |

## 個人榮譽
- 香港傑出運動員選舉

「香港最具潛質運動員」（2017年）

## 外部網頁
- 陳健樂的Facebook專頁
- 陳健樂的Instagram帳戶